# Frații Jderi (film)
Frații Jderi este un film istoric românesc în două părți din 1974, regizat de Mircea Drăgan. Scenariul filmului a fost realizat după Ucenicia lui Ionuț (1935), primul volum al trilogiei istorice Frații Jderi de Mihail Sadoveanu. Rolurile principale au fost interpretate de actorii Gheorghe Cozorici, Sebastian Papaiani, George Calboreanu, Toma Dimitriu, Geo Barton, Sandina Stan, Iurie Darie, Emanoil Petruț și Florin Piersic.
El se află pe locul 20 în topul celor mai vizionate film românești din toate timpurile după cum atestă un comunicat din 2006 al Uniunii Autorilor și Realizatorilor de Film din România.

## Rezumat

### Partea I
În secvențele de început ale filmului se specifică următoarele: „La 21 mai, de Sfânta Înălțare, hramul Mănăstirii Neamțu, mulțimile adunate acolo așteptau sosirea Măriei Sale Ștefan. De la urcarea în scaunul Moldovei a lui Ștefan Vodă Mușat trecuseră 12 ani. În acest timp, Măria Sa trudise fără hodină la rânduirea țării, la întărirea hotarelor și la întocmirea oștilor sale. După aproape un sfert de veac de tăieri, pustiiri și pojaruri pe care le săvârșiseră în lupta lor pentru domnie feciorii lui Alexandru cel Bun, pământenii cunoșteau iarăși belșugul și pacea.”.
Comisul Manole Păr Negru (Geo Barton), omul de încredere al lui Ștefan cel Mare (Gheorghe Cozorici), și jupâneasa Ilisafta (Sandina Stan) au cinci feciori: Nicoară, care se călugărise cu numele de Nicodim (Emanoil Petruț), Damian, negustor la Liov (George Motoi), Simion, comis al II-lea (Iurie Darie), vistiernicul Cristea (Florin Piersic) și tânărul Ionuț (Sebastian Papaiani). Comisul are în grijă Herghelia domnească de la Timiș, unde se afla și calul Catalan, adus din Spania de la împăratul harapilor și pe care încăleca voievodul atunci când pleca la luptă.
Ștefan cel Mare, domnitorul Moldovei (1457-1504), sosește la 21 mai 1469 la hramul Mănăstirii Neamțu. La prânzul organizat la stăreție, după slujba religioasă, tânărul Ionuț Jder i se prezintă domnitorului. Voievodul îi poruncește tânărului să meargă la Curtea Domnească din Suceava, împreună cu fratele său, vistiernicul Cristea, și cu soția acestuia din urmă, Candachia (Ioana Drăgan).
În drum spre Suceava, domnitorul trece și pe la Herghelia domnească de la Timiș. După plecarea sa, comisul Manole judecă o iscoadă care fusese prinsă în timp ce întreba de herghelie și de calul Catalan. Prinsul afirmă este Iosif de la Nimirceni și că aduce un mesaj de la Liov. Negustorul Damian îi aducea tatălui său la cunoștință că boierii Mihu și Agapie, fugari în Polonia, l-au tocmit pe vestitul lotru Grigore Gogolea (Colea Răutu) pentru a-l fura pe Catalan. Fiul comisului urma să ajungă și el curând în Moldova.
Ajuns la curtea domnească, Ionuț intră în slujba lui Alexăndrel (Ștefan Velniciuc), fiul voievodului. Tânărul fiu de domn i se confesează lui Ionuț că este îndrăgostit de jupânița Nasta (Valeria Marian), fiica jupânesei Tudosia (Carmen Stănescu) de la Rădășeni. Cei doi merg împreună la conacul de la Rădășeni, iar jupânița se îndrăgostește cu această ocazie de Ionuț, căruia îi mărturisește dragostea sa.
O solie tătărască de la Mengli Ghirai, hanul Crimeii, îl anunță pe Ștefan cel Mare că războinicul tătar Mamac, care-și are sălașul dincolo de Volga, a pornit cu oaste spre Lehia. Știind că Mamac acționează la porunca sultanului Mahomed Cuceritorul, domnitorul își dă seama că turcii urmează să atace Moldova. El trimite două solii: boierii Stanciu și Pascu merg să-l vestească pe craiul Cazimir al IV-lea al Poloniei (1447-1492) de atacul tătarilor, iar vistiernicul Cristea este trimis în solie la Veneția pentru a solicita sprijin în oști, arme și bani.
Ștefan cel Mare dăruiește pribegilor din „cealaltă țară românească” un lot de pământ pentru a-și face sat. El botează un prunc născut cu 40 de zile în urmă, la hramul Mănăstirii Neamțu. După o veche datină strămoșească, el-însuși îl bate cu toiagul pe „coconul domnesc” pentru a-și aduce aminte mai târziu de hotărârea luată.

### Partea a II-a
Damian Jder se întoarce de la Liov și aduce cu el 40 de care cu pulbere pentru înzestrarea oastei Moldovei. El îl anunță pe domnitor că regele Poloniei nu-i va trimite sprijin împotriva turcilor, crezând că oastea otomană va veni numai asupra Moldovei. Damian se duce la Timiș unde-și anunță tatăl că banda de tâlhari a lui Gogolea a încerca să-l înjunghie pe Catalan, considerat calul norocos al voievodului. Lotrul este prins de comisul Manole, de fiii și de slujitorii săi. Pentru a scăpa liber, Gogolea îi spune comisului că boierul Mihu l-a tocmit pentru două treburi: pe lângă înjunghierea calului, tâlharii urmează să-l răpească pe Alexăndrel Vodă, pentru ca domnitorul să-i dea în schimb averile poprite din Moldova.
În același timp, jupânița Nasta îi mărturisește lui Ionuț că-l iubește pe el și nu pe stăpânul lui. Fata îi spune că niște trimiși de la rudele lor din Lehia printre care se aflau și fugari din timpul lui Aron Vodă au început să o viziteze pe mama sa. În ultimele zile au trecut pe la Ionășeni hangiul Iohan Roșu care pleca în Lehia, precum și trei neguțători de ceară de la Liov, care au ținut sfat cu jupâneasa Tudosia. Ionuț îi silește pe Iohan Roșu și pe pana Mina să mărturisească și află că în acea noapte s-a pus la cale o capcană la Ionășeni pentru prinderea lui Alexăndrel. Tânărul oștean pleacă în grabă acolo și-l ia de la conac pe fiul domnitorului. Ei sunt urmăriți de o ceată mare de tâlhari, iar medelnicerul Crivăț este ucis în timp ce-și apăra stăpânul. Ionuț și Alexăndrel sunt salvați de ceilalți frați Jderi care sosesc cu Gogolea legat. Șeful lotrilor își fugărește oamenii peste hotar, fiind eliberat și el mai târziu pentru a pleca după ei.
Năvălirea tătarilor se petrece la scurtă vreme după acele evenimente. Ștefan cel Mare poruncește ca femeile, copiii și vitele să se refugieze în pădurile de la hotar, iar bărbații să se ducă în taberele de oști. Tătarii îi ucid pe oamenii din satele pe unde trec și dau foc caselor; ei fură vitele și oile și-i duc pe oamenii supraviețuitori în robie. Țăranii răzeși se alătură oștii domnești. Tătarii sunt încolțiți de oastea moldovenească într-o vale. Înainte de luptă, domnitorul îl acuză pe Ionuț Jder că a pus în primejdie viața lui Alexăndrel și consideră că ar trebui să i se taie capul, dar îl iartă în semn de prețuire a vredniciei tatălui și fraților săi. El cere ca jupâneasa Tudosia și jupânița Nasta să fie aduse după luptă pentru a fi judecate, dar află că tătarii au ars conacul de la Ionășeni și le-au dus pe cele două femei în robie.
Lupta dintre moldoveni și tătari este înverșunată, dar oastea lui Ștefan cel Mare obține biruința. Ionuț l-a capturat pe fiul hanului Mamac; el pleacă după luptă în urmărirea tătarilor care doreau să o ducă pe jupânița Nasta la târgul de robi de la Oceacov. Tătarii supraviețuitori sunt aduși în fața voievodului care dispune omorârea lor ca osândă pentru moldovenii uciși sau luați în robie. Fiul hanului este ucis ca jertfă pentru pruncii uciși de tătari, iar fratele hanului este lăsat liber pentru a povesti tuturor cum îi vor primi moldovenii pe cei care vor invada Moldova. Comisul Manole și fiii lui îi cer voievodului să-i lase să plece după Ionuț despre care credeau că se află în mare primejdie. Ștefan cel Mare încuviințează și anunță că-l va ierta pe tânărul și nesăbuitul oștean.
În 1474, după trecerea a cinci ani de la lupta cu tătarii, frații Jderi se bucurau tot mai mult de încrederea domnitorului. Ionuț intrase în rândul slujitorilor domnești, iertat fiind de acea nebunie a tinereții. El nu-și mai găsise dragostea, după ce Nasta se prăpădise. Țara trecea printr-o perioadă de pace și de prosperitate, dar o cumplită primejdie amenința iarăși Moldova. La curtea domnească sosește o solie a sultanului Mahomed al II-lea. Domnitorului i se cerea să aducă personal la Înalta Poartă tributul din ultimii doi ani, să cedeze turcilor cetățile Chilia și Cetatea Albă de pe țărmul Mării Negre și să renunțe la alianțele cu vecinii săi, cu Papa de la Roma și cu venețienii. Ștefan cel Mare le răspunde solilor că Moldova vrea să trăiască în pace cu toți vecinii săi, dar că se va apăra în cazul în care țara va fi în primejdie pentru că neamul românesc a prins rădăcini în acest pământ ca și codrii de stejar. În sfatul său cu boierii, domnitorul poruncește ridicarea întregii țări la luptă împotriva năvălitorilor și formarea Oastei cele mari din țărani răzeși, târgoveți și boieri.

## Distribuție
- Gheorghe Cozorici — domnitorul Ștefan cel Mare
- Sebastian Papaiani — Ionuț Jder, fiul comisului Manole
- George Calboreanu — starostele Nechifor Căliman
- Toma Dimitriu — arhimandritul Amfilohie Șendrea
- Geo Barton — comisul Manole „Păr Negru” Jder
- Sandina Stan — comisoaia Ilisafta, soția lui Manole
- Iurie Darie — comisul al II-lea Simion Jder, fratele lui Ionuț
- Emanoil Petruț — ieromonahul Nicodim / Nicoară Jder, fratele lui Ionuț
- Florin Piersic — vistiernicul Cristea Jder, fratele lui Ionuț
- Ioana Drăgan — Candachia, soția vistiernicului Cristea
- George Motoi — Damian Jder din Liov, fratele lui Ionuț
- Ștefan Velniciuc — Alexăndrel Vodă, fiul lui Ștefan cel Mare
- Carmen Stănescu — jupâneasa Tudosia
- Valeria Marian — jupânița Nasta
- Draga Olteanu-Matei — țiganca ghicitoare Raruca
- Jean Constantin — țiganul Zailic
- Colea Răutu — lotrul Grigore Gogolea
- Gheorghe Dinică — medelnicerul Dumitru Crivăț
- Puiu Călinescu — părintele Stratonic
- Lucia Rîpeanu — pana Mina, hangiță
- Marcel Anghelescu — hangiul Iohan Roșu
- Iulian Necșulescu — pârcălabul Șendrea, cumnatul lui Ștefan
- Aurel Rogalski — logofătul Toma
- Petre Simionescu
- George Carabin — pârcălabul Vlaicu, unchiul lui Ștefan
- Mihai Soroțchi
- Hans Pomarius
- Traian Dănceanu
- Sabin Făgărășanu
- Andrei Bursaci
- Mircea Cosma
- Valentin Plătăreanu
- Cornel Poenaru
- Vasile Hașiganu
- Ernest Maftei — Lazăr, slujitor la Herghelia domnească
- Nicolae Veniaș — iscoada bătrână a lui Gogolea, pretins negustor de ceară
- Eliza Petrăchescu — țiganca Chira, slujitoarea comisoaiei Ilisafta
- Șerban Cantacuzino
- Gheorghe Șimonca — Iosif de la Nimirceni, trimisul lui Damian Jder
- Ada D’Albon Azimioară — țăranca moldoveană care-i bleastămă pe tătari
- Vasile Manta
- Cornel Ispas
- Mihai Vasile Boghiță — pârcălabul Mârza
- George Calboreanu Jr.
- Nicu Antoniu
- Maria Ploae — soția țăranului Tudoruț
- Gheorghe Nigai
- Ionel Rusu
- Aurelia Nițulescu
- Scarlat Ratcu (menționat Ratcu Scarlat)
- Baiazid Bectemir
- Geangaitar Muctat
- Nicolae Brancomir (nemenționat) — Iusuf Ceauș
- Ion Henter (nemenționat) — jupânul Iațco Hudici

## Producție
Ca urmare a faptului că în ianuarie 1975 se împlineau 500 de ani de la Bătălia de la Podu Înalt, s-a dorit să se aniverseze acest eveniment prin realizarea unui film despre personalitatea domnitorului moldovean Ștefan cel Mare (1457-1504). Au fost realizate astfel două filme: Frații Jderi și Ștefan cel Mare - Vaslui 1475. 
Scenariul filmului a fost realizat după Ucenicia lui Ionuț (1935), primul volum al trilogiei Frații Jderi de Mihail Sadoveanu. Scenariștii filmului au fost Profira Sadoveanu (fiica lui Mihail Sadoveanu, ea-însăși scriitoare), Constantin Mitru și Mircea Drăgan. În faza de început a lucrului la proiect a colaborat și Valeria Sadoveanu, care nu a fost menționată pe generic. Filmul a fost prezentat pe generic „O povestire cinematografică de Mircea Drăgan după romanul «Ucenicia lui Ionuț» de Mihail Sadoveanu”.
Comitetul de Stat pentru Cultură și Artă (C.S.C.A.) a aprobat decupajul regizoral al lui Mircea Drăgan la 6 noiembrie 1972, fiind proiectat a se realiza un film în două serii Cinemascop, cu un deviz estimativ de 7,2 milioane lei. După primirea aprobării, filmul a intrat în faza de producție la 15 decembrie 1972. Au fost căutate cele mai potrivite locații de filmare, s-au realizat și avizat schițele de decor și s-au început probele pentru selectarea actorilor.
Filmul a fost realizat în studiourile Centrului de Producție Cinematografică București, în colaborare cu autoritățile administrative din județul Suceava. La realizarea filmului au colaborat următorii consilieri: general maior Ion Cupșa, Constantin Agavriloaie, Angelo Pellegrini și Florea Pădureanu. Regizor secund a fost Dimitrios Sucas. Filmările combinate au fost realizate de Alecu Popescu și Mircea Sterescu.

### Actori
Echipa de actori care a colaborat la realizarea filmului era formată din profesioniști excelenți. Scenele erau repetate o dată și apoi se filmau. Regizorul Mircea Drăgan dădea indicații cu calm și blândețe, stimulând actorii să-și atingă potențialul maxim. Pe lângă actori, au fost aduși militari care să facă figurație. Militarii erau însoțiți de un colonel sau de un maior și aranjați în corturi.
Actorul Sebastian Papaiani, care a interpretat în film rolul tânărului Ionuț Jder, a fost distribuit de Mircea Drăgan fără a susține nicio probă de interpretare, ci doar o probă de costum. În perioada filmărilor, el avea 37 de ani și doi copii deja mari. Actorul nu a vrut inițial să joace acel rol, simțindu-se prea bătrân pentru a interpreta un personaj în vârstă de 18 ani, dar a fost convins de regizor. În plus, Papaiani nu mai călărise până atunci, el trebuind să învețe în trei-patru zile la hipodromul din București. Actorul a mărturisit că i-a fost mai greu doar în prima zi de filmare, dar s-a acomodat cu rolul, învățând să facă „pe micul copil, în mișcare, în vorbire, în privire, în gest, în mirare, în călărie, în joacă cu calul, pe lângă cal”.
Cei doi tătari care fac parte din solia lui Mengli Ghirai au fost interpretați de Baiazid Bectemir și Geangaitar Muctat.

### Filmări
Filmările au început la 11 mai 1973 la Mănăstirea Neamț și au durat 61 de zile, finalizându-se la 30 noiembrie 1973. O parte din filmări au fost realizate în comuna Mitocu Dragomirnei (județul Suceava), precum și la Rezervația de zimbri de la Vânători-Neamț. O secvență de completare (137 metri utili) a fost filmată la 8 ianuarie 1974 la Hanul Ancuței, pe când filmul se afla deja în faza de montaj. Încă de la început s-a prevăzut că unele secvențe vor fi introduse în filmul următor „pentru a întări mai direct unele semnificații cu rezonanțe actuale”.
Filmul nu s-a putut turna pe locul unde se desfășurau evenimentele din carte. Bătălia de la Lipnic (20 august 1469) între oastea moldovenească și hoarda tătărilor a avut loc în localitatea Lipnic de pe Nistru, dar Basarabia se afla sub ocupație rusească la momentul turnării filmului. Regizorul a avut o serie de întrevederi cu Alecsandru Tanasă, primarul comunei Mitocu Dragomirnei. Autoritățile locale au fost de acord cu folosirea gratuită a terenului pentru filmări. Acolo s-au filmat scenele în care Ștefan cel Mare îi împroprietărea pe țărani, precum și lupta de la Lipnic.
La realizarea filmului au colaborat peste 400 de bărbați și femei din sat, precum și peste 200 de elevi de clasele V-X de la școala generală din localitate. Tătarii aduși din Dobrogea pentru filmări au fost găzduiți de familiile de gospodari din sat precum cele ale lui Erast Rodinciuc, Virginel Murar, George Cojocaru, Ilie Cojocaru și alții. La filmări au fost folosiți peste 200 cai aduși de la Herghelia din Rădăuți, precum și din gospodăriile localnicilor Gh. Cozlovschi, Valerian Daneș, Amfiloche Hrișcă, Gheorghe Boriuc, Severin Clim, Gh. Bidău, Gh. Maga, Nicolae Cazac și Severin Coclici. Au fost aduse cirezi de bovine și turme de oi, cărora li s-au construit adăposturi.
Bătălia a fost filmată pe un platou aflat între mănăstire și pădurea Schitului. În timpul filmărilor, platoul a fost plin de lume, fiind aduse acolo o cireadă de vite și o turmă de oi. Bătălia a fost filmată câteva ore, timp în care aveau loc șarja hoardei tătărești care-i lua pe oameni în robie, precum și cireada de vite și turma de oi, atacul călărimii și pedestrimii Moldovei și lupta crâncenă între cele două oști.
Mircea Drăgan a purtat discuții și cu conducerea Mănăstirii Dragomirna. În încăperile mănăstirii au fost filmate cadrele în care avea loc sfatul domnesc a lui Ștefan cel Mare cu boierii și comandanții de oști. Scena care avea loc în interiorul hanului ținut de neamțul Iohan Roșu a fost filmată la Hanul Ancuței.

### Realizarea tehnică a filmului
Decorurile au fost realizate de arhitectul Constantin Simionescu. Printre încăperile amenajate de scenograf în spiritul autenticității de epocă sunt încăperea jupânesei Ilisafta din conacul familiei Jderilor, în care jilțul de stăpână a casei joacă un rol important, și camera jupâniței Nasta din conacul de la Rădășeni, unde Alexandrel-Vodă și Ionuț Jder sunt atrași în cursă, arhitectul intervenind aici prin „selecție și amputare a cadrului, făcând din spațiul izolator și ocrotitor al camerei Nastei o lume în sine, izolată pe cât posibil de restul casei și cu un cadru-fereastră luminos spre înafară”.
Muzica originală a fost compusă de Theodor Grigoriu (36 de minute) și interpretată de Orchestra Radioteleviziunii Române dirijată de Iosif Conta. Acesteia i s-a adăugat un aranjament muzical de 53 de minute realizat de compozitorul Mircea Istrate.
Conducerile Casei de Filme și a Comitetului de Stat pentru Cultură și Artă (C.S.C.A.) au vizionat filmul la 27 februarie, 28 martie și 8 aprilie 1974. Copia standard a fost definitivată la jumătatea lunii aprilie 1974. Cheltuielile de producție s-au ridicat în final la suma de 9.397.000 lei.

## Recepție
Filmul Frații Jderi a avut parte de un mare succes de public la cinematografele din România, fiind vizionat de 5.917.483 spectatori, după cum atestă o situație a numărului de spectatori înregistrat de filmele românești de la data premierei și până la data de 31.12.2007 alcătuită de Centrul Național al Cinematografiei. El a fost relansat la 2 martie 2001, fiind vizionat de încă 11.021 spectatori. Frații Jderi se află astfel pe locul 20 în topul celor mai vizionate film românești din toate timpurile după cum atestă un comunicat din 2006 al Uniunii Autorilor și Realizatorilor de Film din România.
Recenziile critice din perioada lansării filmului au fost mixte. Istoricul Dumitru Almaș scria într-un articol că s-a bucurat că „a trăit timp de două ore așa cum își dorea, în al XV-lea veac”, iar criticul Eugen Atanasiu constata că filmul „mijlocește publicului cinefil un contact însuflețitor și de autentică artă, pusă în slujba marilor idealuri patriotice, cu actorii noștri în roluri de anvergură (sic!) istorică”.
Majoritatea criticilor cinematografici au criticat tratarea superficială a operei sadoveniene, monotonia și lipsa de măreție a filmului. Chiar și Dumitru Fernoagă, directorul Casei de Filme 5, și-a notat în agenda sa următoarea apreciere a filmului: „Lung și fușerit, sub auspiciul Casei noastre de film”. Călin Stănculescu s-a declarat „șocat de libertatea cu care este tratat spațiul operei sadoveniene, cât de exploziv și teatral, fără a fi și dramatic, monoton și lipsit de elementare semnificații cinematografice în montaj, culoare, mișcare” este filmul. Cronicarul ieșean Ștefan Oprea constată că „filmul lui Mircea Drăgan este lipsit de fior și de măreție, pentru că mimează fiorul și măreția. Mircea Drăgan ne trimite dezinvolt înapoi cu câțiva ani, până la Neamul Șoimăreștilor pe care îl ratase în 1964”. Regizorul Nicolae Cabel afirmă că filmul lui Mircea Drăgan se remarcă prin „facilitatea narațiunii, soluțiile comode, conflictul fără nerv și dinamism interior, stânjenitoare, incredibile prin diletantism, scene de urmărire sau de bătălie”.
În lucrarea Istoria filmului românesc (1897-2000) (2000), criticul Călin Căliman considera că primirea rece a acestui film de către critica de specialitate s-ar datora faptului că „Frații Jderi pierde pe drum fiorul prozei originare, [...] filmul e dezlânat, lipsit de emoție, realizat în tușe groase, mimează doar fiorul și măreția”.
Criticul Tudor Caranfil nu a dat filmului nicio stea și a făcut următorul comentariu: „Aventurile fraților Jderi în slujba Moldovei. Alexăndrel, coconul domnesc, îl atrage pe Ionuț, chemat să-și facă lângă el ucenicia armelor, în tainele sale de dragoste. În aceeași vreme de neliniști, însă, vrăjmașii Moldovei conspiră și amenință domnia înțeleptului Ștefan. Prezentat, din generic, ca «O povestire de M.D. după romanul „Ucenicia lui Ionuț”», filmul în care au fost concentrate mari resurse materiale nu reprezintă decât încă un atentat al mediocrității la nimbul poeziei sadoveniene. Timorat de amintirea maestrului, asistat formal la scenariu de colaboratori ai acestuia ca Profira Sadoveanu și Al. Mitru, dar luptându-se cu imensul material epic fără a reuși să-l retopească în coerente tipare filmice, Drăgan plimbă floarea actorilor români, din secvență în secvență, ca hergheliile Măriei Sale ce umplu Cinemascopul, într-o însăilare artificială de momente disparate mimând, când și când, fior și măreție. „Decor de epocă în care se desfășoară aceleași acțiuni schematice, amestec de aventură, erotism idilic și naționalism” cf. Grid Modorcea. Aproape 6 milioane de spectatori sunt martorii dezastrului.”